# Каменица (Закарпатская область)
Каменица (укр. Кам'яниця) — село в Оноковской сельской общине Ужгородского района Закарпатской области Украины.

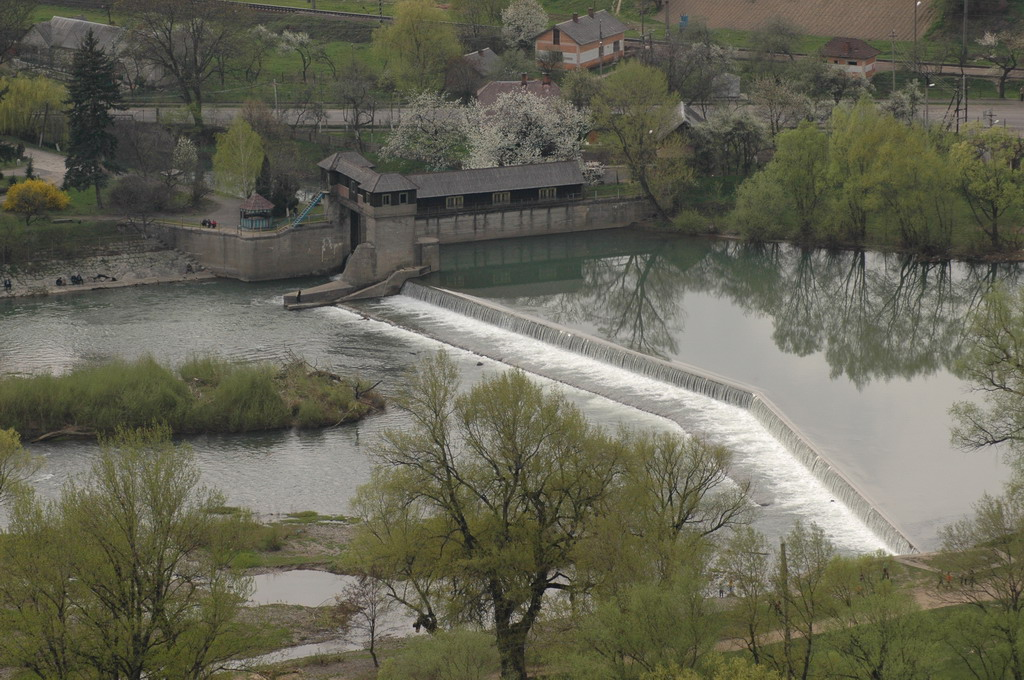
Гидросооружения на Уже

Население по переписи 2001 года составляло 1886 человек. Почтовый индекс — 89411. Телефонный код — 731 . Занимает площадь 0,12 км².